# Henry Maudslay
Se procura o psiquiatra inglês veja: Henry Maudsley.
Henry Maudslay (22 de agosto de 1771 — 14 de fevereiro de 1831) foi um engenheiro e inventor inglês.
Dentre outros desenvolvimentos tecnológicos aperfeiçoou o torno mecânico, utilizado na Europa desde o século XVI, criando um mecanismo que mantém a ferramenta firme durante o trabalho, aumentando em muito a sua precisão. É considerado um pioneiro do desenvolvimento das máquinas ferramenta.

## Biografia
Aprendeu sua profissão com Joseph Bramah, criou seu próprio negócio em 1797 e inventou vários tipos de máquinas. Inventou uma régua de calcular e um método de dessalinização da água do mar usada para barcos a vapor. De 1757 a 1863, junto com Joshua Field começou a produzir motores marinhos e iniciou a empresa de Maudslay, Sons and Field em 1810. As máquinas que desenvolveu tiveram um papel fundamental na Revolução Industrial. Aperfeiçoa o torno mecânico, utilizado na Europa desde o século XVI, pois cria um mecanismo que mantém a ferramenta firme durante o trabalho, aumentando muito a sua precisão. Foi mestre de engenheiros que mais tarde se tornaram famosos, tais como James Nasmyth e Joseph Whitworth, que na oficina de Maudslay também aprenderam sua profissão.
Com a invenção da máquina a vapor por James Watt, os meios de produção como teares e afins foram adaptados a nova realidade.
O também inglês, Henry Maudslay adaptou a nova maravilha a um torno criando o primeiro torno a vapor. Essa invenção não só diminuía a necessidade de mão de obra, uma vez que os tornos podiam ser operados por uma pessoa apenas, como também fez com que a mão de obra se tornasse menos especializada.
A medida que a manufatura tornava-se mais mecânica e menos humana as caras habilidades dos artesãos eram substituídas por mão de obra barata. Isso deu condições para que Whitworth em 186 mantivesse uma fábrica com 700 funcionários e 600 máquinas ferramenta. Moudslay e Whitworth ainda foram responsáveis por várias outras mudanças nos tornos da época, como o suporte para ferramenta e o avanço transversal.
- 1906: O torno já tem incorporada todas as modificações feitas por Maudsley e Whitworth. A correia motriz é movimentada por um conjunto de polias de diferentes diâmetros, o que possibilitava uma variada gama de velocidades de rotação. Sua propulsão era obtida através de um eixo acionado por um motor, o que fixava a máquina a um local específico.
- 1925 o torno paralelo: O problema de ter de fixar o torno é resolvido pela substituição do mesmo por um motor elétrico nos pés da máquina. A variação de velocidades vinha de uma caixa de engrenagem e desengates foram postos nas sapatas para simplificar alcances de rotação longos e repetitivos. Apesar de apresentar dificuldades para o trabalho em série devido a seu sistema de troca de ferramentas é o mais usado atualmente
- 1960 o torno automático: Para satisfazer a exigência de grande rigidez criou-se uma estrutura completamente fechada. A máquina é equipada com um engate copiador que transmite o tipo de trabalho do gabarito através de uma agulha.
- 1978 o torno de CNC: Apesar de não apresentar nenhuma grande mudança na sua mecânica, o torno de CNC como é chamado substituiu os mecanismos usados para mover o cursor por microprocessadores. O uso de um painel permite que vários movimentos sejam programados e armazenados permitindo a rápida troca de programa.